# エストルフ (シュターデ郡)
エストルフ（ドイツ語: Estorf、低地ドイツ語: Esdörp）は、ドイツ連邦共和国ニーダーザクセン州のシュターデ郡に属す町村（以下、本項では便宜上「町」と記述する）で、ザムトゲマインデ・オルデンドルフ＝ヒンメルプフォルテンを構成する自治体の一つである。

## 地理

### 位置
エストルフはシュターデ郡西部、オステ川沿いに位置する。北はクラーネンブルクのブロベルゲン地区と境を接し、東にはオルデンドルフが位置している。南と西はブレーマーフェルデに属すエルマーハイデ、エルム、オクテンハウゼン、オッテンドルフ、オステンドルフの集落が存在している。オステンドルフ付近では、オステ川左岸までこの町の町域となっている。

### 自治体の構成
この町は、エストルフ、グレーペル、ベールステの集落からなる。

## 歴史
グレーペルはヨーロッパ最大の護岸用灌木林を持つグレーペルの港は、1960年代まで内陸航行用船舶の越冬地であった。地元の船舶協会はこれを記念して、エーヴェル型帆船や内陸水路用船舶を保存している。

### 町村合併
かつて独立した町村であったグレーペルとベールステは、ニーダーザクセン州の地域再編に伴って1972年にエストルフに合併した。

## 行政

### 議会
この町の議会は11議席からなる。

### 紋章
この町の紋章は1973年9月21日に制定され、同年12月7日にシュターデ郡の認可を得た。
図柄: 緑地と銀地に左右二分割。向かって左は斜めに置かれた銀色の伐られた木の幹で、両側に2本ずつ枝の跡が残っている。向かって右は3本の銀帯が付いた緑の甕と、その上に緑の馬の頭部を象った斜め十字が配されている。
向かって左の図案は旧エストルフ家の紋章に由来し、合併前からエストルフの町の紋章として用いられていた。向かって右の甕 (Grapen) は、かつてのグレーペル (Gräpel) の紋章に色違いで描かれていたものである。斜め十字に組み合わされた馬の頭部は旧ベールステの紋章で、ニーダーザクセン地方の古い藁葺き農家の屋根に現在でもよく見られる部材である。

## 経済と社会資本

### 観光
グレーペルはオステ川に面しており、サイクリングや釣りの目的地となっている。オスター川河畔にあるグレープラー・ガストホーフ・プラーテ（民宿）への父の日ツアー（ドイツの父の日はキリスト昇天の祝日でもある）も大変に人気である。ここでは、父の日の最後に花火が打ち上げられ、天候によっては1000人を超える来訪者がある。民宿横にはオステ川を渡る小さな渡し船がある。この渡しは、ドイツ・フェリー街道の一部となっている。

### 交通
町内を郡道114号線が走っている。この道路はヒンメルプフロンテン付近で、シュターデやハンブルクに至る連邦道B73号線に、エルム付近でブレーマーフェルデに至る連邦道B74号線に、それぞれつながっている。グレーペルからは郡道82号線がブロベルゲン方面へ延びている。オステ川左岸との交通は、夏期には小さなグレーペルの渡し船もあるが、ブレーマーフェルデのオステ橋を利用する。
連邦アウトバーンA22号線の長期建設計画が立案されている。

### 教育
エストルフには基礎課程学校がある。上級の学校は、オルデンドルフ学校センターの本課程学校および実科学校、シュターデのヴィンセント・リューベック・ギムナジウムやブレーマーフェルデ・ギムナジウムがある。グレーペルにあった基礎課程学校の分校は廃止され、現在は幼稚園として利用されている。

## 引用
1. ↑  Landesamt für Statistik Niedersachsen, LSN-Online Regionaldatenbank, Tabelle A100001G: Fortschreibung des Bevölkerungsstandes, Stand 31. Dezember 2023
2. ↑  ザムトゲマインデのウェブサイトの紋章に関するページ